# Mirachelus clinocnemus
Mirachelus clinocnemus is een slakkensoort uit de familie van de Chilodontaidae. De wetenschappelijke naam van de soort is voor het eerst geldig gepubliceerd in 1979 door Quinn.